# Abgal

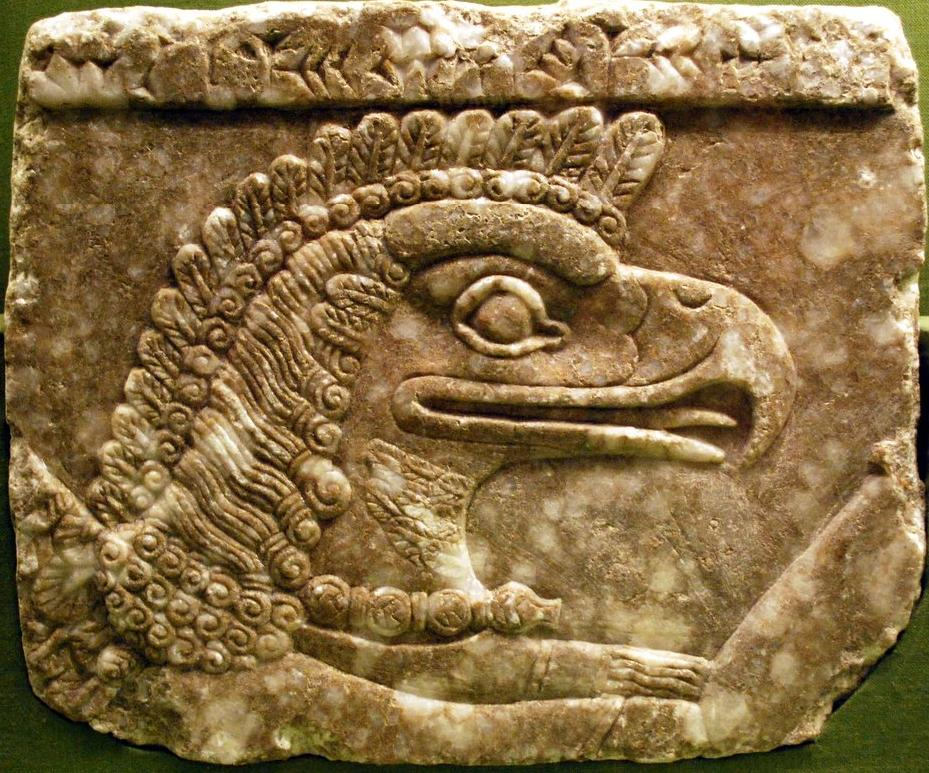
Abgal en un relieve del palacio de Asurnasirpal II

Los Apkallu o Abgal, (Ab-gal-lu "barquero", "gran hombre-pez") en mitología mesopotámica, eran siete espíritus sabios, creados por Ea en el Apsu (morada de Ea en el fondo del mar). Tenían forma de hombre-pez o triton y se dice que Oannes, creador de las leyes y la civilización babilónica, era uno de ellos.

## Orden de aparición
Aunque el orden de aparición de los sabios no es acordada exactamente, Conrad y Newing dan una orden de aparición:
El primero es Uanna, "quien terminó los planes para el cielo y la tierra",
El segundo es Uannedugga "que estaba dotado de una inteligencia global",
En tercer lugar llegó Enmedugga "que se le asignó un buen destino",
El siguiente fue Enmegalamma "que nació en una casa",
El quinto fue Enmebulugga "que creció en los pastos",
El sexto es An-Enlilda "el mago de la ciudad de Eridu",
y por último llegó Utuabzu "que ascendió al cielo."
Conrad y Newing identifican Utuabzu como la legendaria figura mítica babilonia, Adapa, mientras que otros identifican Uanna con Adapa.

## Presencia antes y después del diluvio
Estos siete eran cada uno asesores a siete reyes diferentes y por lo tanto resultan en dos listas diferentes, uno de los reyes y una de Apkallu. Los Apkallu y los seres humanos eran probablemente capaces de relaciones conyugales ya que después de la inundación, el mito afirma que aparecieron cuatro Apkallu. Los Apkallu (sumerio: Abgal) eran figuras semi-divinas, descritas como sabios enviados por los dioses para enseñar a la humanidad. Se les asocia con Enki (Ea en acadio), el dios de la sabiduría, el agua y la creación. Su papel era transmitir conocimientos sobre agricultura, escritura, arquitectura y rituales religiosos.

Los Apkallu: Sabios, Guardianes y Protectores de la Humanidad
Los Apkallu (sumerio: Abgal) eran figuras semi-divinas en la mitología mesopotámica, descritas como sabios enviados por los dioses para enseñar a la humanidad. Su función principal era transmitir conocimiento y proteger el orden divino, pero con el tiempo, su papel se volvió más complejo, incluyendo aspectos de guardianes, intermediarios e incluso entidades peligrosas en ciertas tradiciones.
1. Función Principal: Los Guardianes del Conocimiento Divino
Los Apkallu fueron creados por el dios Enki (Ea en acadio), quien era la deidad de la sabiduría, el agua y la creación. Su tarea principal era educar a la humanidad y civilizarla, enseñando artes, oficios y rituales religiosos.
Conocimientos que transmitieron
Agricultura y la domesticación de animales.
Construcción y arquitectura, incluyendo templos y ciudades.
Escritura y astronomía, claves para el desarrollo de la civilización.
Medicina y exorcismo, ya que se los consideraba protectores contra fuerzas malignas.
Rituales religiosos y magia, asegurando la correcta comunicación con los dioses.
Estos sabios eran fundamentales en el desarrollo de la civilización mesopotámica y, en textos tardíos, fueron vistos como los precursores de los sacerdotes eruditos (Ummanu), quienes continuaron su labor tras la era mítica.
2. Guardianes e Intermediarios
Los Apkallu no solo instruían a la humanidad, sino que también intercedían entre dioses y humanos. En muchas representaciones, aparecen como guardianes de templos y reyes, asegurando la conexión entre los dioses y los gobernantes.
Características Físicas y Representación
A menudo son representados como seres híbridos, con cuerpo humano pero con rasgos de pez (en relación con Enki/Abzu) o aves (símbolos de visión profética y comunicación divina).
En las representaciones asirias y babilónicas, aparecen como figuras aladas con túnicas sacerdotales, sosteniendo objetos rituales como conos o cubetas.
En los relieves de los templos, están dispuestos como guardianes protectores, generalmente colocados en las entradas para alejar el mal.
3. Apkallu Antes y Después del Diluvio
En las antiguas listas reales mesopotámicas, los Apkallu aparecen divididos en dos eras:
A) Los Apkallu Antediluvianos (Antes del Diluvio)
Eran siete Apkallu primordiales, creados por Enki, quienes guiaron a la humanidad antes del Gran Diluvio.
Son los equivalentes mesopotámicos de los mitos de "héroes civilizadores" en otras culturas (como los dioses creadores en Mesoamérica o los sabios védicos en la India).
Se cree que construyeron grandes ciudades y templos, y algunos textos indican que algunos vivieron en el Abzu, el dominio de Enki.
Los Siete Apkallu más conocidos son:
Uanna (Oannes) - Enseñó la sabiduría.
Uannedugga - Transmitió el conocimiento divino.
Enmedugga - Maestro en construcción y templos.
Enmegalamma - Conocedor de la arquitectura sagrada.
Enmebulugga - Asociado con la agricultura.
Anenlilda - Relacionado con la medicina y la magia.
Utuabzu - Guardián de los secretos del Abzu.
Estos siete Apkallu son mencionados en textos babilónicos y en el mito de Adapa, quien era un sabio vinculado con ellos.
B) Los Apkallu Post-Diluvianos (Después del Diluvio)
Después del Diluvio, los Apkallu ya no eran semidioses, sino sabios humanos que heredaron su conocimiento. Estos Ummanu (escribas y sacerdotes eruditos) se encargaron de continuar la labor de los Apkallu en la Tierra, especialmente dentro de los templos y la corte real.
4. Apkallu Rebeldes: ¿Corruptores de la Humanidad?
En algunos textos tardíos, aparece una reinterpretación donde los Apkallu antediluvianos cometieron transgresiones y fueron castigados:
Algunos mitos sugieren que enseñaron conocimientos prohibidos, causando que los dioses enviaran el Diluvio como castigo.
En la tradición asiria y babilónica posterior, algunos Apkallu se convierten en demonios o en entidades ambiguas, parecidas a los "ángeles caídos" en la tradición judeocristiana.
En textos como el Bīt Mēseri (Ritual de Protección Asirio), se menciona que los Apkallu rebeldes fueron encerrados en el inframundo.
Esta transformación de los Apkallu de sabios a "entidades peligrosas" recuerda mucho al relato de los Vigilantes en el Libro de Enoc, quienes también enseñaron conocimientos prohibidos y fueron castigados por ello.
Conclusión: Apkallu como Arquetipo de la Sabiduría Divina
Los Apkallu son una de las figuras más importantes de la mitología mesopotámica porque representan el puente entre los dioses y los humanos. Su historia refleja la dualidad entre el conocimiento como herramienta para el progreso y el riesgo de usarlo indebidamente.
En su forma benévola, son los maestros civilizadores que llevaron la humanidad a un nivel más alto de cultura y entendimiento.
En su versión más tardía y ambigua, algunos fueron vistos como transgresores que corrompieron a la humanidad y fueron castigados.
Esta evolución en su mito nos da una visión interesante sobre cómo las civilizaciones antiguas conceptualizaban la sabiduría y sus peligros.